# Joanna Shimkus

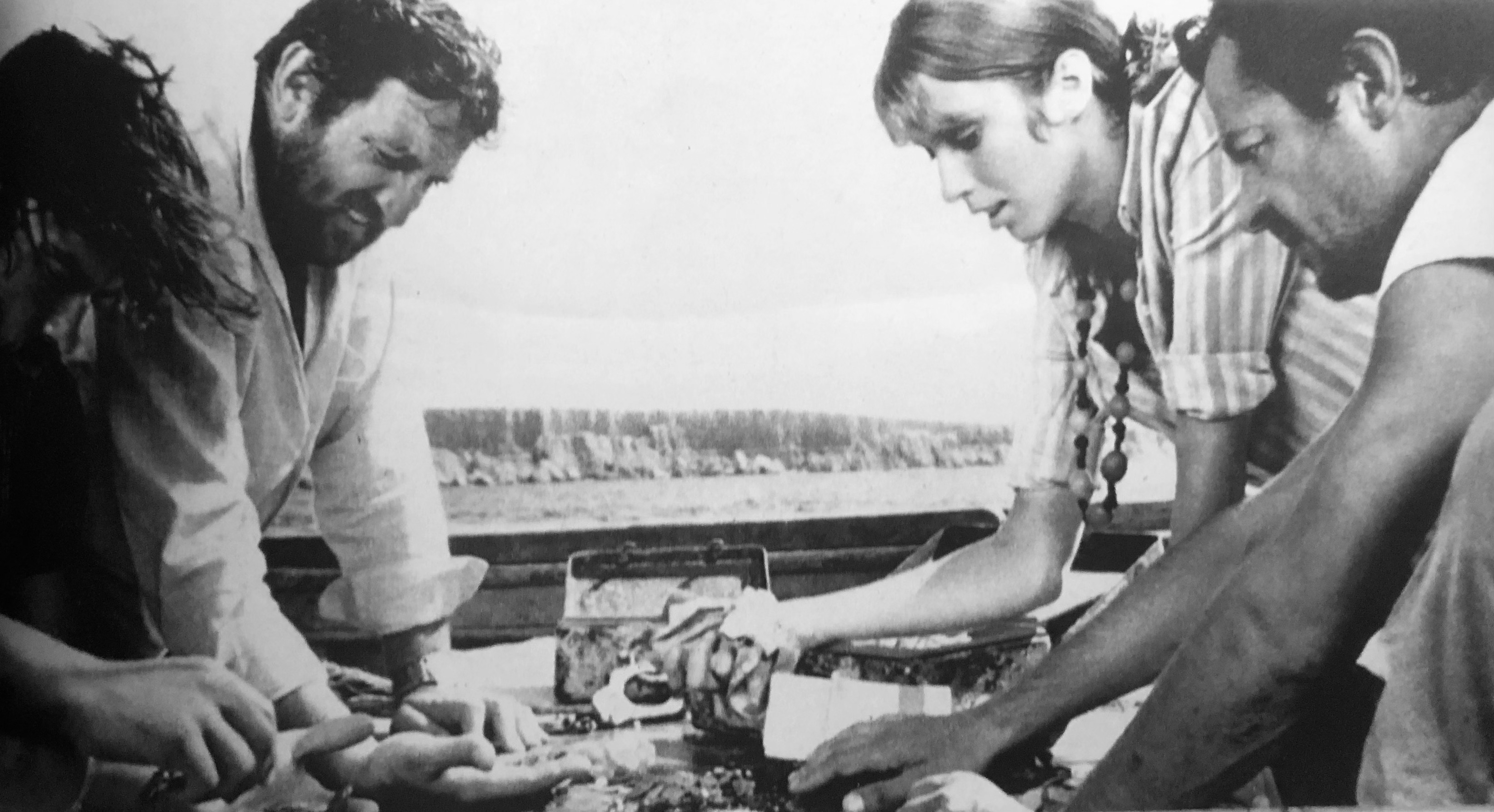
Joanna Shimkus cu Lino Ventura și Serge Reggiani în Aventurierii (1967)

Joanna Shimkus (n. 30 octombrie 1943, Halifax, Nova Scotia, Canada) este o actriță de film canadiană, cunoscută mai ales pentru filmele ei din a doua jumătate a anilor 1960. 
Este văduva actorului american Sidney Poitier cu care a avut două fiice: actrița Sydney Tamiia Poitier și sora ei Anika.
Printre cele mai cunoscute filme ale sale se numără Cine ești, Polly Maggoo? (1966), Aventurierii (1967), Tante Zita (1968) și Boom.

## Biografie
Joanna Shimkus s-a născut în Halifax dintr-un tată lituanian și o mamă de origine irlandeză. A urmat școala la mănăstirea Sœurs du Saint-Nom din Montreal, Quebec.
În 1964 și-a făcut debutul în film în De dragoste de Jean Aurel, după care a avut roluri principale în filme de Robert Enrico Ho, Tante Zita și Aventurierii, în acesta alături de Alain Delon și Lino Ventura În 1968, a jucat alături de Elizabeth Taylor și Richard Burton în „Boom” al lui Joseph Losey.
O criză la Universal Studios a dus la anularea contractului lor neexclusiv. După aceea, a filmat doar rar (de exemplu, Fecioara și țiganul). S-a căsătorit cu colegul ei Sidney Poitier, pe care l-a cunoscut în 1968 în timp ce filma Omul pierdut. După ultimul ei film Timpul iubirii (1972) urmat de o lungă pauză,  a revenit în 2010 ca Boss în Yard Sale, un scurtmetraj al fiicei sale Anika Poitier urmat de un comeback în 2018.

## Filmografie selectivă
- 1964 De dragoste (De l'amour), regia Jean Aurel
- 1965 Parisul văzut din... (Paris vue par...), regia Claude Chabrol și Jean Douchet
- 1965 Idoli controluce, regia Enzo Battaglia
- 1966 Cine ești, Polly Maggoo? (Qui êtes-vous, Polly Maggoo?), regia William Klein
- 1967 Aventurierii (Les Aventuriers), regia Robert Enrico
- 1968 Tante Zita, regia Robert Enrico
- 1968 Boom (Boom), regia Joseph Losey
- 1968 Ho! (Ho!), regia Robert Enrico
- 1968 Prizoniera (La Prisonnière), regia Henri-Georges Clouzot
- 1969 Omul pierdut (The Lost Man), regia Robert Alan Aurthur
- 1969 Invitata (L'invitata), regia Vittorio De Seta
- 1970 Fecioara și țiganul (The Virgin and the Gypsy), regia Christopher Miles
- 1971 Il divorzio è fatto per amare (The Marriage of a Young Stockbroker), regia Lawrence Turman
- 1972 Timpul iubirii (A Time for Loving), regia Christopher Miles
- 2010 Yard Sale (scurt metraj), regia Anika Poitier
- 2018 The Force (film TV), regia John David Hartfield